# Luizi-Călugăra, Bacău
Luizi-Călugăra (maghiară Lujzakalagor) este satul de reședință al comunei cu același nume din județul Bacău, Moldova, România.

## Personalități
- Elena Horvat (n. 1958), canotoare laureată cu aur la Los Angeles 1984.